# Les Essarts-le-Roi
Les Essarts-le-Roi és un municipi francès, situat al departament d'Yvelines i a la regió de Illa de França. L'any 2007 tenia 6.200 habitants.
Forma part del cantó de Rambouillet, del districte de Rambouillet i de la Comunitat d'aglomeració Rambouillet Territoires.

## Demografia

### Població
El 2007 la població de fet de Les Essarts-le-Roi era de 6.200 persones. Hi havia 2.322 famílies, de les quals 535 eren unipersonals (203 homes vivint sols i 332 dones vivint soles), 688 parelles sense fills, 903 parelles amb fills i 196 famílies monoparentals amb fills.
La població ha evolucionat segons el següent gràfic:
Habitants censats

### Habitatges
El 2007 hi havia 2.504 habitatges, 2.376 eren l'habitatge principal de la família, 35 eren segones residències i 92 estaven desocupats. 1.868 eren cases i 632 eren apartaments. Dels 2.376 habitatges principals, 1.779 estaven ocupats pels seus propietaris, 542 estaven llogats i ocupats pels llogaters i 56 estaven cedits a títol gratuït; 57 tenien una cambra, 213 en tenien dues, 344 en tenien tres, 478 en tenien quatre i 1.285 en tenien cinc o més. 1.955 habitatges disposaven pel capbaix d'una plaça de pàrquing. A 1.083 habitatges hi havia un automòbil i a 1.105 n'hi havia dos o més.

### Piràmide de població
La piràmide de població per edats i sexe el 2009 era:
| Homes | Edats   | Dones |
| ----- | ------- | ----- |
| 0     | 95 o +  | 4     |
| 0     | 90 a 94 | 8     |
| 12    | 85 a 89 | 40    |
| 40    | 80 a 84 | 52    |
| 36    | 75 a 79 | 92    |
| 64    | 70 a 74 | 104   |
| 124   | 65 a 69 | 88    |
| 156   | 60 a 64 | 128   |
| 160   | 55 a 59 | 192   |
| 264   | 50 a 54 | 296   |
| 264   | 45 a 49 | 236   |
| 236   | 40 a 44 | 288   |
| 204   | 35 a 39 | 216   |
| 192   | 30 a 34 | 192   |
| 216   | 25 a 29 | 172   |
| 176   | 20 a 24 | 156   |
| 268   | 15 a 19 | 260   |
| 265   | 10 a 14 | 213   |
| 204   | 5 a 9   | 208   |
| 156   | 0 a 4   | 156   |

## Economia
El 2007 la població en edat de treballar era de 4.178 persones, 3.106 eren actives i 1.072 eren inactives. De les 3.106 persones actives 2.921 estaven ocupades (1.503 homes i 1.418 dones) i 185 estaven aturades (91 homes i 94 dones). De les 1.072 persones inactives 361 estaven jubilades, 453 estaven estudiant i 258 estaven classificades com a «altres inactius».

### Ingressos
El 2009 a Les Essarts-le-Roi hi havia 2.405 unitats fiscals que integraven 6.433 persones, la mediana anual d'ingressos fiscals per persona era de 26.935 €.

### Activitats econòmiques
Dels 315 establiments que hi havia el 2007, 4 eren d'empreses extractives, 4 d'empreses alimentàries, 6 d'empreses de fabricació de material elèctric, 14 d'empreses de fabricació d'altres productes industrials, 37 d'empreses de construcció, 67 d'empreses de comerç i reparació d'automòbils, 14 d'empreses de transport, 15 d'empreses d'hostatgeria i restauració, 5 d'empreses d'informació i comunicació, 19 d'empreses financeres, 31 d'empreses immobiliàries, 49 d'empreses de serveis, 33 d'entitats de l'administració pública i 17 d'empreses classificades com a «altres activitats de serveis».
Dels 78 establiments de servei als particulars que hi havia el 2009, 1 era una oficina de correu, 4 oficines bancàries, 8 tallers de reparació d'automòbils i de material agrícola, 3 autoescoles, 11 paletes, 7 guixaires pintors, 5 fusteries, 4 lampisteries, 2 electricistes, 5 empreses de construcció, 7 perruqueries, 1 veterinari, 7 restaurants, 10 agències immobiliàries, 2 tintoreries i 1 saló de bellesa.
Dels 16 establiments comercials que hi havia el 2009, 1 era un hipermercat, 2 grans superfícies de material de bricolatge, 1 una botiga de més de 120 m², 2 fleques, 2 carnisseries, 1 una botiga de congelats, 2 llibreries, 1 una botiga d'electrodomèstics, 2 botigues de material esportiu i 2 floristeries.
L'any 2000 a Les Essarts-le-Roi hi havia 6 explotacions agrícoles que ocupaven un total de 330 hectàrees.

## Equipaments sanitaris i escolars
Els 2 equipaments sanitaris que hi havia el 2009 eren farmàcies.
El 2009 hi havia 2 escoles maternals i 2 escoles elementals. Les Essarts-le-Roi disposava d'un col·legi d'educació secundària amb 733 alumnes.

## Poblacions més properes
El següent diagrama mostra les poblacions més properes.